# Cantó d'Antony
El cantó d'Antony és un cantó francès del departament dels Alts del Sena, situat al districte d'Antony. Està format pel municipi d'Antony.

## Municipis
- Antony

## Història
| Data d'elecció                           | Identitat      | Partit                        | Qualitat |
| ---------------------------------------- | -------------- | ----------------------------- | -------- |
| 1967-1976                                | Georges Suant  | PSU, després sense etiqueta   |          |
| 1976-1988                                | André Aubry    | PCF                           |          |
| 1988-                                    | Jean-Paul Dova | RPR, després RPF, després UMP |          |
| les dades anteriors no són pas conegudes |                |                               |          |
|                                          |                |                               |          |

## Demografia
| A partir de 1990: Població sense dobles comptes |